# ボージュプリー語映画
ボージュプリー語映画（ボージュプリーごえいが、Bhojpuri cinema）は、インドの映画のうちボージュプリー語で製作された映画で、ビハール州に拠点を置く映画産業を指す。通称は「ボージウッド(Bhojiwood)」または「ボーリウッド(Bhollywood)」。
1963年に最初のボージュプリー語トーキー映画『Ganga Maiyya Tohe Piyari Chadhaibo』が公開された。1980年代には『Bitia Bhail Sayan』『Chandwa ke take Chakor』『Hamar Bhauji』『Ganga Kinare Mora Gaon』『Sampoorna Tirth Yatra』などが製作され、現在ではビハール州政府の映画産業振興政策に支えられ、200億ルピー規模の巨大映画産業となっている。海外では北アメリカ、ヨーロッパ、アジアに輸出され、特にボージュプリー語話者のインド系移民が多いガイアナ、トリニダード・トバゴ、スリナム、フィジー、モーリシャスで人気を集めている。

## 歴史
1960年代、ビハール州出身のインド大統領ラージェーンドラ・プラサードはボリウッド俳優のナジール・フセインと会談し、ボージュプリー語で映画を製作することを依頼し、1963年に初のボージュプリー語映画『Ganga Maiyya Tohe Piyari Chadhaibo』が公開された。同作はクンダン・クマールが監督、ナジール・フセインが脚本を手掛けた。同作に続きS・N・トリパティの『Bidesiya』、クンダン・クマールの『Ganga』が製作され興行的な成功を収めたが、1960年代から1970年代にかけての製作本数は少なかった。
1980年代に入り、ボージュプリー語映画の製作本数が増加し、映画産業として自立した。ラージクマール・シャルマの『Mai』やカルタパルの『Hamar Bhauji』は小規模な成功を収め、1982年にゴーヴィンド・モーニスが監督、サチンが主演を務めた『Nadiya Ke Paar』はブロックバスターを記録した。しかし、その後はボージュプリー語映画の勢いは落ち、1990年代には映画産業は完全に衰退したと考えられていた。
2001年にモハン・プラサードが監督した『Saiyyan Hamar』はシルバー・ジュビリー・ヒットを記録し、ボージュプリー語映画は再び脚光を浴びた。また、同作で主演を務めたラヴィ・キシャンは同映画産業のスター俳優になった。同作に続き製作されたモハン・プラサードの『Panditji Batai Na Biyah Kab Hoi』『Sasura Bada Paisa Wala』も興行的な成功を収め、これらの作品はビハール州とウッタル・プラデーシュ州においてボリウッドの主流映画よりも大きな成功を収めている。両作は共に低予算で製作され、製作費の10倍以上の興行収入を記録した。『Sasura Bada Paisa Wala』で主演を務めたマノージュ・ティワーリーは、出演をきっかけにボージュプリー語映画の俳優として広く知られるようになった。彼はラヴィ・キシャンと共にボージュプリー語映画の2大俳優となり、彼らの活躍によりボージュプリー語映画の認知度が飛躍的に上昇した。現在、ボージュプリー語映画は独自の映画賞を主催し、専門業界雑誌『ボージュプリー・シティ』を発行しており、年間100本以上の映画を製作している。
アミターブ・バッチャンを始めとするボリウッドのスター俳優もボージュプリー語映画の製作に関わっており、2008年にミトゥン・チャクラボルティーが主演を務めた『Bhole Shankar』はボージュプリー語映画最大のヒット作とされている。また、同年にシッダールト・シンハーが監督した短編映画『Udedh Bun』はベルリン国際映画祭でワールドプレミアが行われ、国家映画賞 短編映画賞を受賞している。

## 主な映画賞
- ボージュプリー映画賞（英語版）
- 国際ボージュプリー映画賞（英語版）